# غايل كليشي
غيل كليشي (بالفرنسية: Gaël Clichy)‏، من مواليد 26 يوليو 1985 في تولوز في فرنسا، لاعب كرة قدم فرنسي.
بدأ مسيرته الكروية مع نادي جمعية كان الفرنسي في عام 2002، ولعب معهم حتى عام 2003، وشارك معهم في 15 مباراة، وفي عام 2003 انتقل إلى نادي آرسنال الإنجليزي، ومنذ عام 2011 وهو يلعب مع نادي مانشستر سيتي الإنجليزي.

## حياته الكرويه
أصغـر لاعـب يفوز بالدوري الإنجليزي الممتاز غايل كليشي، اللاعب الفرنسي المولود في مدينة تولوز الفرنسية، انتقل لآرسنال في عام 2003 بعد أن لعب لـ ناديه كان 15 مباراه فقط، اللاعب الذي كانت لازمه سوء الحظ في البدايات سواء بداية حياته أو بداية مهنته مع آرسنال، فـ سوء حظه في بداية حياته عندما كان شابا كان له تجربه صعبه جدا كادت ان تكلفه حياته بعد أن تسلق على سياج معدني جعلت اصبعه يتمزق مما لزم تدخلا جراحيا سريعا، أثناء العملية الجراحيه توقف قلب غايل عن النبض بـ سبب مشكله في الرئة ولكن بعد 15 ثانيه فقط أنقذته العناية الإلهيه ثم خبرة والدته «الممرضه» والتي كانت ضمن الطاقم الطبي الذي اجرى العملية لـ غايل، الأطباء وصفو نجاته من الموت بـ «المعجزة».
اما سوء حظه مع ناديه آرسنال فـ تمثل في رضاه التام بـ ان يكون بديلا لـ الإنجليزي الدولي أشلي كول في أول ثلاث مواسم لـ كليشي، لكن من سوء حظ غايل أنه عندما أصيب أشلي كول في موسم 2005/2006 وأتت الفرصة لـ كليشي لـ يظهر مالديه من قدرات أصيب هو الآخر بـ نفس الإصابة التي أصيب بها آشلي كول !! «كسر في القدم» وغاب عن الآرسنال وأصبح ماتيو فلاميني هو الظهير الأيسر لآرسنال والذي وصل لـ نهائي دوري الأبطال ذلك الموسم.
كليشي لعب 12 مباراه في موسم آرسنال الذي لايُقهر، موسم 2003/2004 وكان ذلك كافيا ً لـ جعله أصغر من يفوز بـ ميدالية الدوري الإنجليزي الممتاز عن عمر 18 عام.
أصبح الفرنسي الذي لم يكلف الا 250 الف فقط أساسي في تشكيلة آرسنال عقب خروج أشلي كول لـ نادي تشيلسي وبرع الفرنسي في تأدية الدور الجديد المنوط به حيث وصفه آلان سميث كاتب في صحيفة التليغراف بـ المحترم والفنان بـ مقال كتبه وكان عنوانه «كليشي بارع في تأدية دور آشلي» وكان ذلك واضحا لـ العيان عندما لعب كليشي لـ آرسنال 62 مباراه في أول موسم رحل فيه آشلي كول بضمن ذلك 39 مباراة في الدوري.
في موسم 2007/2008 اختير كليشي أفضل ظهير أيسر في الدوري الإنجليزي الممتاز ومافعله كليشي كان يستحق مكافأه من المسؤولين عن نادي آرسنال حيث وقع عقدا جديدا في يونيو 2008 لم يُكشف عن مدته الطويلة وكذا صوت له جمهور آرسنال عبر الموقع الرسمي كـ ثاني أفضل لاعب في موسم آرسنال.
ورغم كل مافعله كليشي إلا أن ريمون دومينيك مدرب المنتخب الفرنسي لم يسميه في التشكيلة المستدعاة لـ نهائيات امم أوروبا وكان ذلك القرار المثير عواقبه خروج فرنسا بـ نتائج مذله ومن الدور الأول.
كليشي المتميز هجوميا ودفاعيا ً أظهر احتراما كبيرا عندما سُئل عن منافسه على المركز الأساسي آشلي كول قبيل مباراة آرسنال ونادي تشيلسي وقال انه لايؤيد الجمهور ان يطلق عليه صافرات استهجان، وقال «الجمهور يفعل مايحب فعله، لو أرادوا التشويش عليه فسيفعلون لكنهم يجب أن يتذكروا أنه كان الظهير الأيسر الأفضل لآرسنال وبالنسبة لي لازال أفضل ظهير أيسر في العالم، يجب ان نحترمه»

## روابط خارجية
- غايل كليشي على موقع الاتحاد الدولي (مؤرشف)  (الإنجليزية)
- غايل كليشي على موقع الاتحاد الأوربي (الإنجليزية)
- غايل كليشي على موقع اتحاد تركيا (لاعب) (الإنجليزية)
- غايل كليشي على موقع قاعدة بيانات كرة القدم.إي يو (الإنجليزية)
- غايل كليشي على موقع ليكيب (الفرنسية)
- غايل كليشي على موقع ناشيونال فوتبول تيمز (الإنجليزية)
- غايل كليشي على موقع Soccerbase.com (لاعب) (الإنجليزية)
- غايل كليشي على موقع Soccerway.com (الإنجليزية)
- غايل كليشي على موقع عالم كرة القدم.نت (الإنجليزية)
- غايل كليشي على موقع AS.com (الإسبانية)